# Bão tại Sán Đầu (1922)
Cơn bão tại Sán Đầu 1922 là bão thứ 5 trong mùa bão Tây Bắc Thái Bình Dương 1922. Bão hình thành vào ngày 27 tháng 7 và tan vào ngày 3 tháng 8, duy trì trong vòng một tuần. Bão tàn phá Philippines và tỉnh Quảng Đông của Trung Quốc, đặc biệt là thành phố Sán Đầu, gây tổn thất nghiêm trọng về nhân mạng và kinh tế, do đó được cục khí tượng Trung Quốc xếp đứng đầu trong mười đại họa khí tượng trong thế kỷ 20. Do đương thời khu vực Tây Bắc Thái Bình Dương chưa có tập quán đặt tên cho bão, do bão gây thiệt hại nghiêm trọng cho Sán Đầu vào ngày 2 tháng 8 nên còn được gọi là "Bát Nhị phong tai" (八二風災) tại Trung Quốc.

## Lịch sử khí tượng
Một khối áp thấp nhiệt đới hình thành vào ngày 27 tháng 7 năm 1922 tại phụ cận Quần đảo Caroline, sau đó di chuyển chậm về phía tây bắc, đồng thời dần mạnh thêm thành bão. Ngày 31 tháng 7, bão vượt qua đảo Luzon tiến vào khu vực Bắc biển Đông. Sau khi càng mạnh thêm, vào 9 giờ tối ngày 2 tháng 8 bão đổ bộ tại bờ biển phụ cận thành phố Sán Đầu thuộc tỉnh Quảng Đông, và nhanh chóng tan vào ngày hôm sau. Áp suất trung tâm tối thiểu đo được của bão là 27,53 inch (932 mb), và tốc độ gió lớn nhất đạt 100 dặm mỗi giờ (~44,7 m/s).

## Ảnh hưởng
Tại Philippines thuộc Mỹ, do bão chỉ đi qua miền bắc Luzon có dân cư thưa thớt nên không ghi nhận ảnh hưởng đáng kể.
Tại Đài Loan thuộc Nhật, khu vực phụ cận châu Cao Hùng có tốc độ gió đạt 33 m/s, lượng mưa tại trạm quan trắc Hằng Xuân đạt 181,3 mm, trạm quan trắc thính Hoa Liên Cảng đạt 114,1 mm, trạm quan trắc thính Đài Đông đạt 123,2 mm; các khu vực khác có mưa lác đác. Toàn Đài Loan có 36 ngôi nhà bị phá hủy hoàn toàn, 168 ngôi nhà bị phá hủy một phần.
Tại Trung Quốc, bão gây phá hoại nghiêm trọng đối với thành phố Sán Đầu thuộc Quảng Đông. Căn cứ ghi chép trong "Triều Châu huyện chí", sức gió bắt đầu tăng cường từ 3 giờ chiều ngày 2 tháng 8, đến lúc hoàng hôn thì sức gió càng mạnh, đến 9 giờ tối khi bão đổ bộ thì "gió càng mãnh liệt, rung động núi đồi, làm bật cây đổ nhà". Căn cứ tư liệu của đài khí tượng địa phương, 9 giờ tối tại địa phương có tốc độ gió tăng đến cấp 8 theo thang Beaufort, duy trì đến 9 giờ sáng ngày hôm sau, tức gió cấp 8 duy trì liên tục trong nửa ngày.
Sóng bão cao ít nhất 12 ft (3,7 m) so với bình thường, đê ven biển dài 150 km bị hủy hoại toàn bộ. Bão cũng gây mưa lớn cho khu vực, lại thêm có đại thủy triều thiên văn, thành Sán Đầu bình quân nước ngập sâu 3 mét, khu vực duyên hải thành biển nước, khiến nhà dân bị ngập hoặc sụp đổ, đất đai bị nhiễm mặn không thể canh tác. Một số thôn xóm lân cận hoàn toàn bị phá hoại. Có một số thuyền tại bờ biển bị đắm hoàn toàn, một số bị thổi vào sâu đến hai dặm (3,2 km) trong nội lục Thuyền hiệu "Tài Sinh" bị thổi lên núi Nhũ Bồng, thuyền hiệu "Sơn Đông" mắc cạn tại sườn núi Cẩu Mẫu Hàm; ngoài ra còn có hai thuyền hơi nước nhỏ bị thổi đến sườn núi giữa núi Hậu Khê và núi Hồ Điệp thuộc huyện Triều Dương 
. Ngoài gây tổn thất về tài sản, bão còn cướp đi sinh mạng của khoảng 4 đến 8 vạn người Sán Đầu, Cục Quản lý Hải dương và Khí tượng Quốc gia Hoa Kỳ ước tính số người tử vong là hơn 6 vạn người, thậm chí có khả năng vượt 10 vạn người
Bão Sán Đầu nằm trong số các cơn bão gây tử vong cao nhất tại Tây Bắc Thái Bình Dương, cùng với bão Hải Phòng 1881, bão Nina 1975 và một cơn bão khác đổ bộ vào Trung Quốc năm 1912. Ngoài ra, do bão tàn phá nghiêm trọng thành phố Sán Đầu, nên được Cục Khí tượng Trung Quốc xếp đứng đầu trong 10 đại họa khí tượng thế kỷ 20

## Cứu trợ
Khu vực thiên tai là thành phố Sán Đầu bắt đầu triển khai công tác khắc phục từ ngày thứ hai, chính quyền thành phố thành lập "Chấn vụ xứ", phái người hiệp trợ khắc phục, đồng thời kêu gọi viện trợ từ bên ngoài địa phương. Quân cảnh địa phương hiệp trợ duy trì trị an, nhằm đề phòng phát sinh sự kiện cướp bóc, tổ chức từ thiện cũng hiệp trợ xử lý thi thể.
Bão khiến thông tin bị cắt đứt, mất mấy ngày sau thông qua kênh rạch mà các địa phương khác mới biết đến rộng rãi, hoạt động cứu trợ tuy được triển khai song bị hạn chế do vấn đề nội chiến. Do đó, đương thời chính phủ Bắc Dương không phản ứng nhiều trước thiên tai, Tổng thống Lê Nguyên Hồng chỉ chuyển 5 vạn đồng mang tính tượng trưng để cứu tế nhân dân gặp nạn, song một số tổ chức người Triều Sán trong và ngoài Trung Quốc tích cực quyên góp, phát huy tác dụng trọng yếu trong cứu trợ nhân dân gặp nạn. Khang Hữu Vi đương thời cư trú tại Thượng Hải đã đăng quảng cáo trên "Thân báo" rằng bán các bản thư pháp tự viết để lấy tiền quyên góp, chúng nhanh chóng được mua hết. Vu Hữu Nhậm, Chu Niệm Tổ và Dương Bạch Thị cũng hành động tương tự.
Tai họa cũng làm chấn động cộng đồng quốc tế, chính phủ Hồng Kông quyên góp chuyển các vật tư như gạo đến địa phương; các chính phủ và đoàn thể các quốc gia như Mỹ, Anh và Nhật Bản cũng đưa vật phẩm đến cứu tế, Hội Chữ Thập Đỏ Trung Quốc và Hội Chữ Thập Đỏ Mỹ cũng phái đội ngũ y tế đến Sán Đầu. Tổng thống Mexico Álvaro Obregón Salido gửi điện báo thăm hỏi đến Chính phủ Bắc Dương, Quốc vương Thái Lan Rama VI trao tặng 5.000 baht để cứu trợ cho nạn dân Sán Đầu.